# Styvsjön
Styvsjön är en sjö i Söderhamns kommun i Hälsingland och ingår i Norralaåns huvudavrinningsområde. Sjön har en area på 0,0902 kvadratkilometer och ligger 34,1 meter över havet.

## Delavrinningsområde
Styvsjön ingår i det delavrinningsområde (680260-156326) som SMHI kallar för Ovan 680222-156643. Medelhöjden är 40 meter över havet och ytan är 11,84 kvadratkilometer. Det finns inga avrinningsområden uppströms utan avrinningsområdet är högsta punkten. Vattendraget som avvattnar avrinningsområdet har biflödesordning 2, vilket innebär att vattnet flödar genom totalt 2 vattendrag innan det når havet efter 3 kilometer. Avrinningsområdet består mestadels av skog (87 procent). Avrinningsområdet har 0,09 kvadratkilometer vattenytor vilket ger det en sjöprocent på 0,8 procent.